# Mathé Altéry
Mathé Altéry (nacida Marie-Thérèse Altare; París; 12 de septiembre de 1927) es una soprano francesa que alcanzó la fama en las décadas de 1950 y 1960 cantando operetas y canciones francesas. Es la hija del tenor Mario Altéry.

## Carrera
Altéry comenzó su carrera como cantante en Cherbourg-Octeville, Manche y Basse-Normandie, donde su padre trabajaba por aquel entonces.
Después de estudiar música clásica, Altéry empezó como corista en el Théâtre du Châtelet de París, en la opereta Annie du Far-West (Annie del Lejano Oeste).
En 1956, Altéry representó a Francia en la primera edición del Festival de la Canción de Eurovisión en 1956 con la canción «Le temps perdu». Sólo se anunció la canción ganadora del concurso, por lo que se desconoce la posición que alcanzó.